# Brigham City (Utah)
Brigham City es una ciudad en el condado de Box Elder, estado de Utah, Estados Unidos. Según el censo de 2000 la población era de 17.411. Se estima que la población en 2004 había descendido hasta los 17.149 habitantes. Es la capital del condado de Box Elder. Brigham City tuvo su mayor crecimiento durante los años 1950 y 1960, pero la economía se encuentra estancada desde entonces. Es la sede de Thiokol, la empresa que ha creado los elevadores de los cohetes del transbordador espacial.

## Historia
El pionero mormón William Davis fue el primero en explorar el área de Brigham City en 1850. Un año después volvió con su familia y más gente a crear un asentamiento permanente. Brigham Young indicó a Lorenzo Snow que creara una ciudad autosuficiente en 1853. Snow Llevó los asuntos religios y políticos en el asentamiento, llamado eventualmente Box Elder en 1855. Brigham Young dio su último sermón en público en 1877 poco antes de morir. El nombre de la ciudad fue cambiado a Brigham City en su honor. En 1864 comenzó el movimiento cooperativo con la creación de una tienda de cooperativa mercantil. Otras empresas se unieron y el cooperativismo de Brigham City es reconocido como el más acertado de las cooperativas mormonas. Las dificultades económicas pusieron fin a la cooperativa en 1895, aunque la cooperativa comenzó a vender negocios en 1876. El presidente Snow se encuentra enterrado en el cementerio de Brigham City.

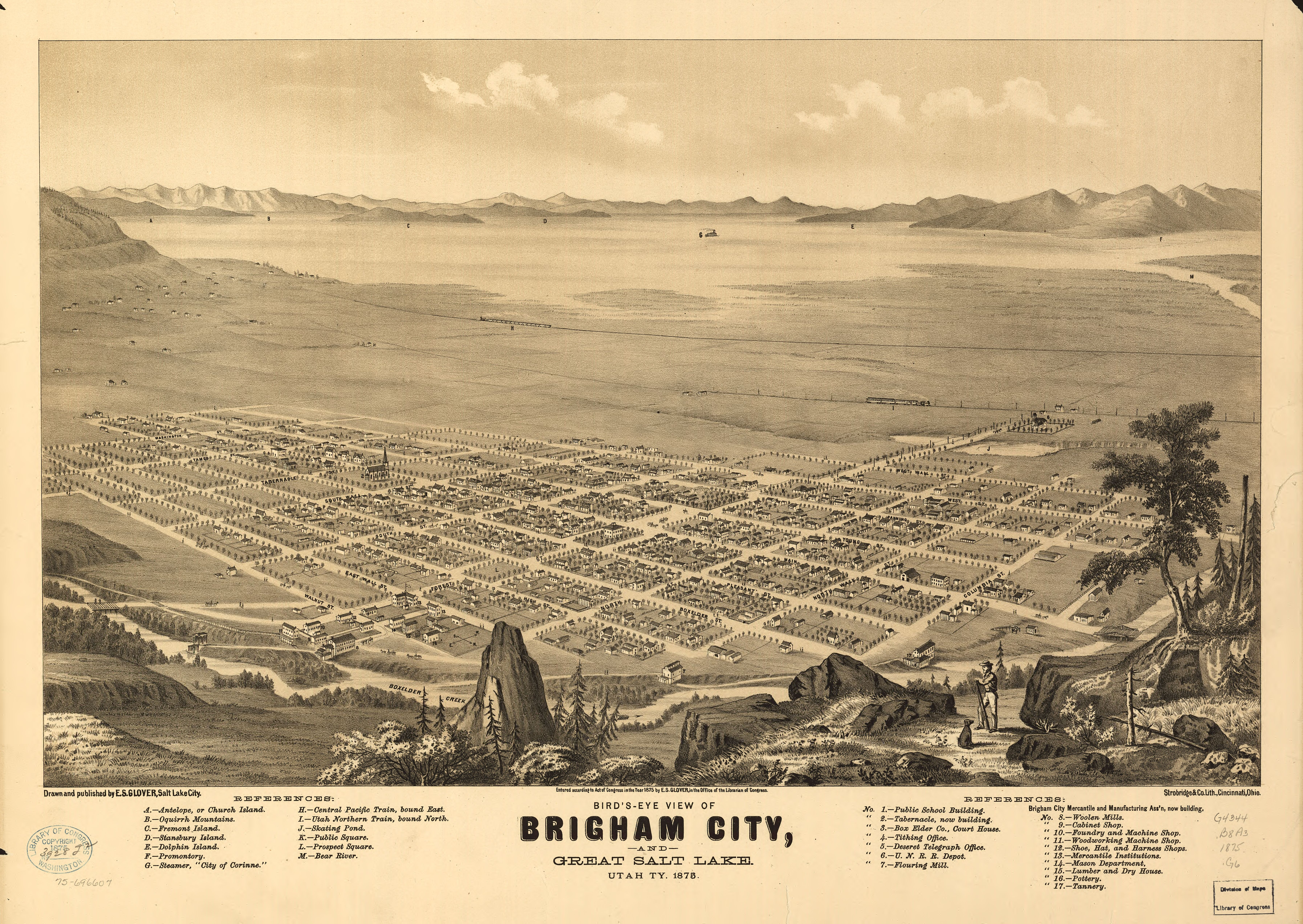
Vista de la ciudad en 1875.

La II Guerra Mundial cambió la imagen de Brigham City para siempre. El gobierno federal creó el hospital general Bushnell en el sur de Brigham City para tratar a los soldados heridos en la guerra. El hospital trajo un auge económico al área cercana. Los vecinos vendieros alimentos y provisiones al hospital mientras el personal del hospital frecuentó los negocios locales. Tras la guerra, los edificios del hospital se usaron escuela para los indios (Intermountain Indian School). Muchos jóvenes nativos americanos asistieron al internado hasta que cerró en 1984, aunque la "I" de Intermountain todavía se ve en la montaña junto con la 'B' de Box Elder High School (Instituto de High School). Muchos de los edificios están aún en pie, algunos convertidos en negocios, otros en viviendas y otros continúan vacíos.
A pesar de los despidos a lo largo de los años 90, la mayor parte de la economía de Brigham City todavía confía en Thiokol, el creador de muchos misiles, así como del elevador de cohete sólido para el transbordador espacial.
Además, la empresa local que formó parte de Thiokil, Autoliv tiene plantas de fabricación de airbags que proporcionan a Brigham City muchos empleos. La adición de un centro de distribución Wal-Mart en el cercano Corinne también ha traído empleos nuevos.

## Geografía
Brigham City se encuentra en las coordenadas 41°30′37″N 112°0′54″O / 41.51028, -112.01500.
Según la oficina del censo de Estados Unidos, la ciudad tiene una superficie total de 37,1 km². De los cuales 37,1 km² son tierra y 0,1 km² (0.14%) está cubierto de agua. Se encuentra a una altitud de 1.315 m.
Brigham City está en la vetiente occidental de las montañas Wellsville, una parte de la Wasatch Range, en el extremo oeste del cañón Box Elder. Brigham City está considerado el final del Wasatch Front por el norte. El oeste es una región desértica grande y plana, eventualmente cediendo el paso a pantanos al borde del Great Salt Lake (Gran Lago Salado).Las autopistas interestatales 15 y 84 pasan juntas al oeste de la ciudad. A la autopista U.S. 89 se accede por el sur, y la U.S. 91 viene de la I-15/84 hacia el oeste. Se juntan en la ciudad, subiendo juntas por el cañón Box Elder. Dos rutas de autobuses de la autoridad de tránsito de Utah también dan acceso a Brigham City.
El clima de Brigham City es en general igual que en el resto del Wasatch Front. Con mucha nieve en invierno y precipitaciones ligeras, con un promedio anual aproximado de 45 cm. Los veranos son calientes, pero poco húmedos y temperaturas nocturnas frescas. La estación más húmeda es la primavera, y la más seca el verano.

## Demografía
Según el censo de 2000, había 17.411 habitantes, 5.526 casas y 4.409 familias residían en la ciudad. La densidad de población era 469,8 habitantes/km². Había 5.838 unidades de alojamiento con una densidad media de 157,5 unidades/km².
La máscara racial de la ciudad era 91,26% blanco, 0,24% afroamericano, 1,63% indio americano, 0,77% asiático, 0,10% de las islas del Pacífico, 4,07% de otras razas y 1,93% de dos o más razas. Los hispanos o latinos de cualquier raza eran el 7,67% de la población.
Había 5,526 casas, de las cuales el 44,7% tenía niños menores de 18 años, el 66,4% eran matrimonios, el 9,7% tenía un cabeza de familia femenino sin marido, y el 20,2% no son familia. El 18,0% de todas las casas tenían un único residente y el 8,2% tenía sólo residentes mayores de 65 años. El promedio de habitantes por hogar era de 3,09 y el tamaño medio de familia era de 3,53.
El 34,2% de los residentes es menor de 18 años, el 11,1% tiene edades entre los 18 y 24 años, el 25,2% entre los 25 y 44, el 17,4% entre los 45 y 64, y el 12,1% tiene 65 años o más. La media de edad es 29 años. Por cada 100 mujeres había 100,9 hombres. Por cada 100 mujeres de 18 años o más, había 96,9 hombres.
El ingreso medio por casa en la ciudad era de 42.335$, y el ingreso medio para una familia era de 46.891$. Los hombres tenían un ingreso medio de 39.271$ contra 22.061$ de las mujeres. Los ingresos per cápita para la ciudad eran de 15.503$. Aproximadamente el 7,3% de las familias y el 8,7% de la población está por debajo del nivel de pobreza, incluyendo el 9,7% de menores de 18 años y el 7,1% de mayores de 65.